# Вольф, Эмиль (скульптор)
Эмиль Вольф (нем. Emil Wolff, 1802—1879) — немецкий скульптор-неоклассицист, президент римской академии Св. Луки.

## Биография
Родился 2 марта 1802 года в Берлине. В 1815 году он был принят в рисовальный класс Королевской Прусской академии искусств в Берлине, а с 1818 года состоял в мастерской своего дяди директора Академии художеств Иоганна Готфрида Шадова. 
В 1818 году Вольф дебютировал на Берлинской академической выставке, где показал свой первый портретный бюст. В 1820 году он представил на выставку следующие две работы — бюст Гёте и композицию «Давид, играющий на арфе».
В 1821 году Вольф получил государственную академическую стипендию, что позволило ему уехать в Рим, где он остался до конца жизни. 
Первой значительной работой Вольфа в Риме стала группа «Ахилл и Пентесилея», затем он выполнил портретный бюст своего недавно умершего друга Рудольфа Шадова и небольшой рельеф под нишей, где помещался этот бюст. Модель этого рельефа в 1824 году демонстрировалась на академической выставке в Берлине. Вместе с этой моделью была выставлена и группа «Мидас как арбитр между Аполлоном и Марсием». Отмечалось, что формальный язык обоих произведений, получивших большое одобрение, уже приближается к языку Бертеля Торвальдсена, с которым Вольф познакомился в Риме. Широкую известность Вольфу принесли жанровые работы, изображающие охотника, рыбака и лодочника. Статуи охотника и лодочника, а также Ганимеда в 1826 году приобрёл прусский король Фридрих Вильгельм III.
Начиная с 1830-х годов почти все работы Вольфа посвящены античности, в них заметно сильное влияние Бертеля Торвальдсена. Основные работы такого рода: «Фетида с оружием Ахилла» (гипсовая модель 1832 года, переработанная мраморная версия выполнена в 1838 году, один из вариантов находится в Эрмитаже); «Ганимед, наставленный Гебой» (1834 год); «Амур с атрибутами Геркулеса» (1836 год; вариант, выполненный в конце 1850-х годов находится в Эрмитаже); «Диана, отдыхающая после охоты» (гипсовая модель 1837 года, работа в мраморе 1838 год; вариант 1847 года в Эрмитаже), группа амазонок (1839 год, вариант 1847 года в Эрмитаже), «Ахилл у могилы Патрокла» (1854 год, заказана российским императором Николаем I для Эрмитажа), «Омфала в львиной шкуре», «Марс, обезоруженный Купидоном». 
Кроме того, Вольф продолжал работать в жанре портретной скульптуры. Среди подобных работ наиболее известны бюсты князя Альберта Саксен-Кобург-Готского (Лувр) и художника Поля Делароша (1844 год, Нантский музей изящных искусств).
К 1860-м годам Вольф освобождается от влияния Торвальдсена и его творчество приобретает более индивидуальные черты, характеризующиеся более глубокой психологической проработкой персонажей. К этому времени относятся «Цирцея» (1862 год), «Купидон» (1864 год). В 1868 году Вольф исполнил две женские фигуры в натуральную величину, выкупленные прусским королём Вильгельмом I: «Нимфа» находилась в королевских замках, а «Юдифь» была выставлена в Берлинской национальной галерее. Со статуэтками пастуха и «Девочки с бубном» (обе в 1869 году) мастер вернулся к любимым сюжетам своей юности. В 1874 году последовала «Пастушка с козленком». Последней работой Вольфа была мраморная фигура Сафо. 
В 1870 году в Берлине была издана книга Вольфа «Краткое руководство для практического посещения папских музеев и изучения древних скульптур Ватикана и Капитолия для художников и скульпторов». В 1871 году Вольф был избран президентом римской Академии Св. Луки и занимал этот пост до самой своей смерти. Продолжая поддерживать связи с родиной, он приобрёл немало экспонатов для прусской королевской коллекции.
Вольф скончался 29 сентября 1879 года в Риме. 

## Работы Вольфа в Эрмитаже

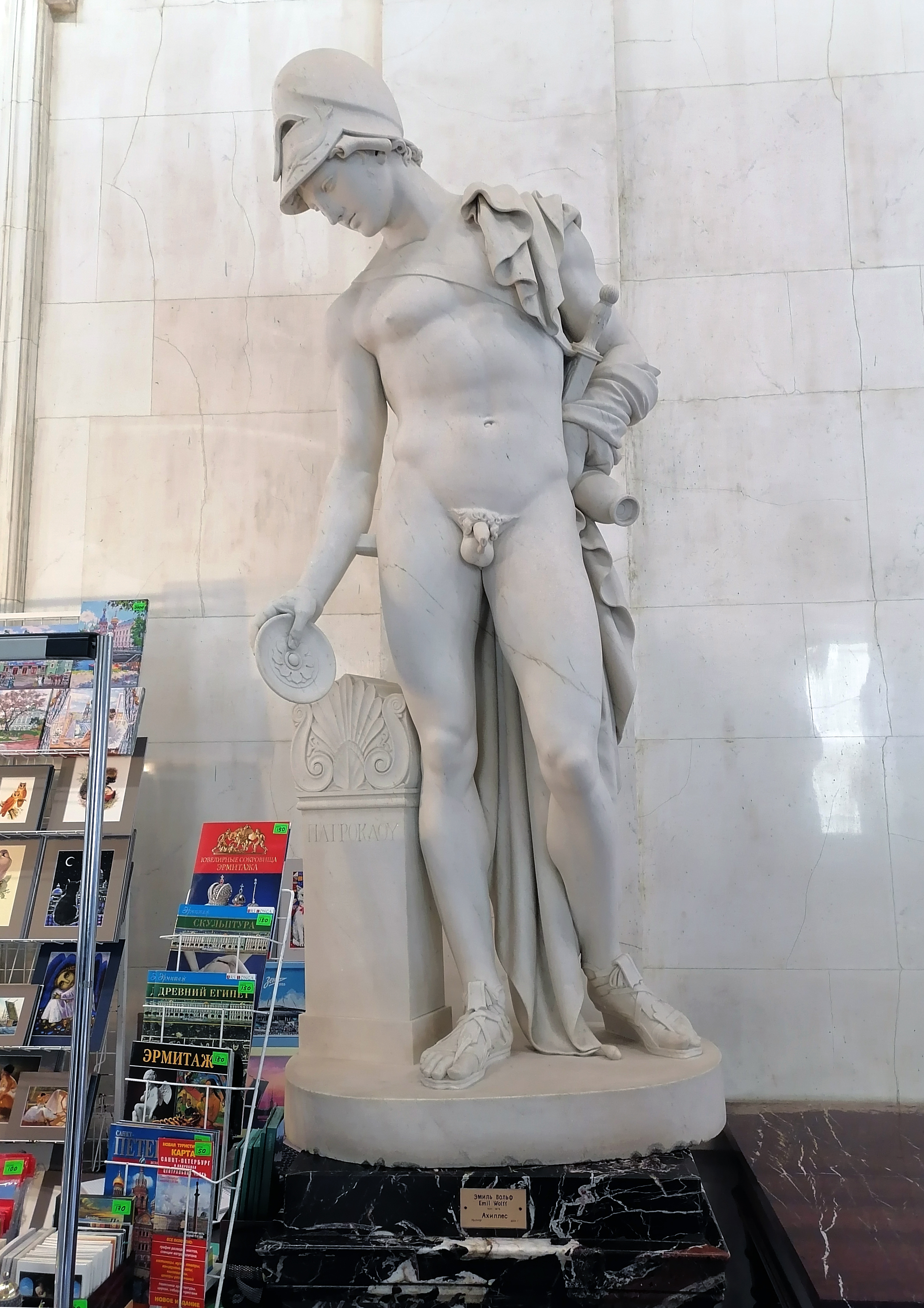
Ахиллес у могилы Патрокла
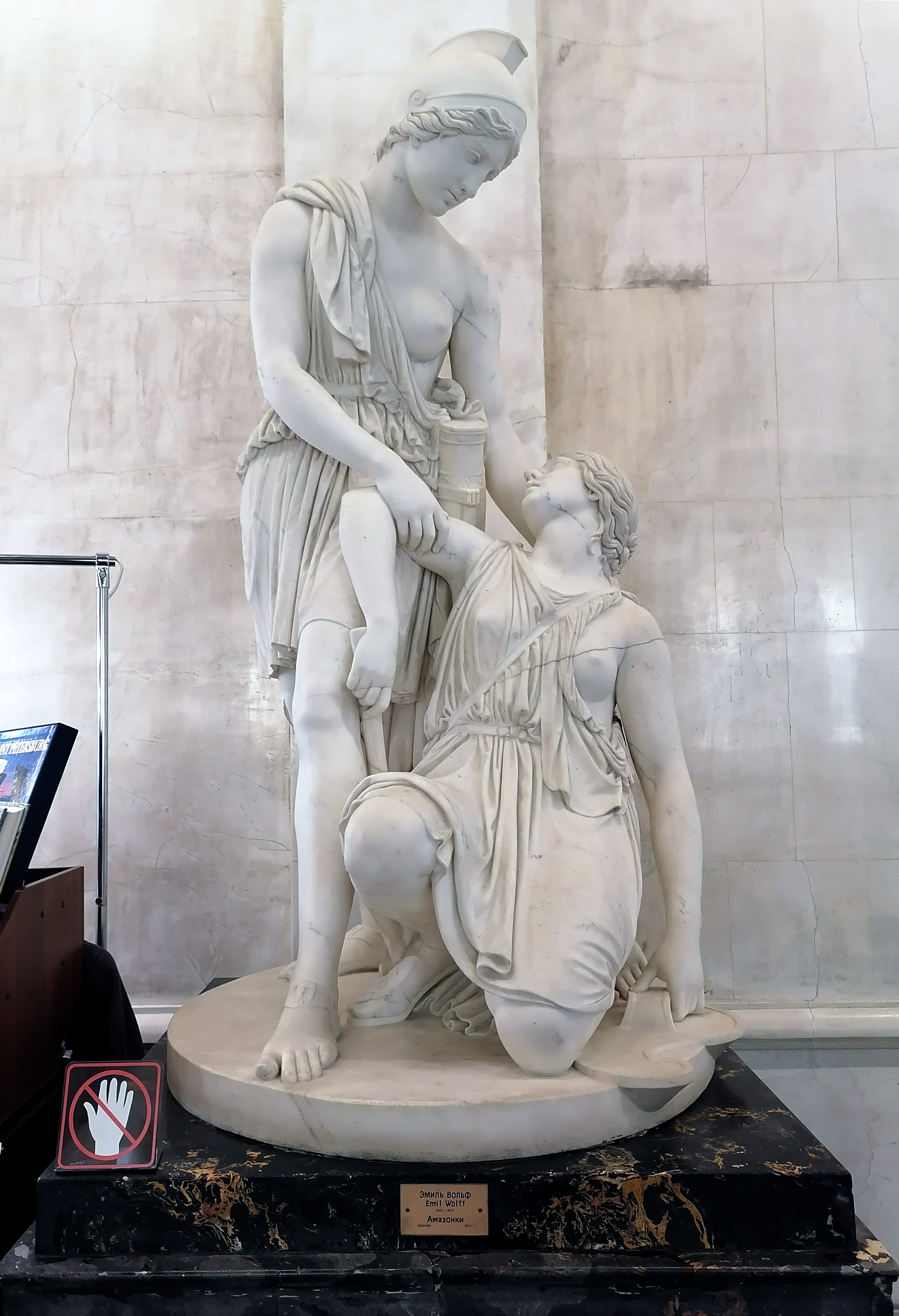
Амазонки
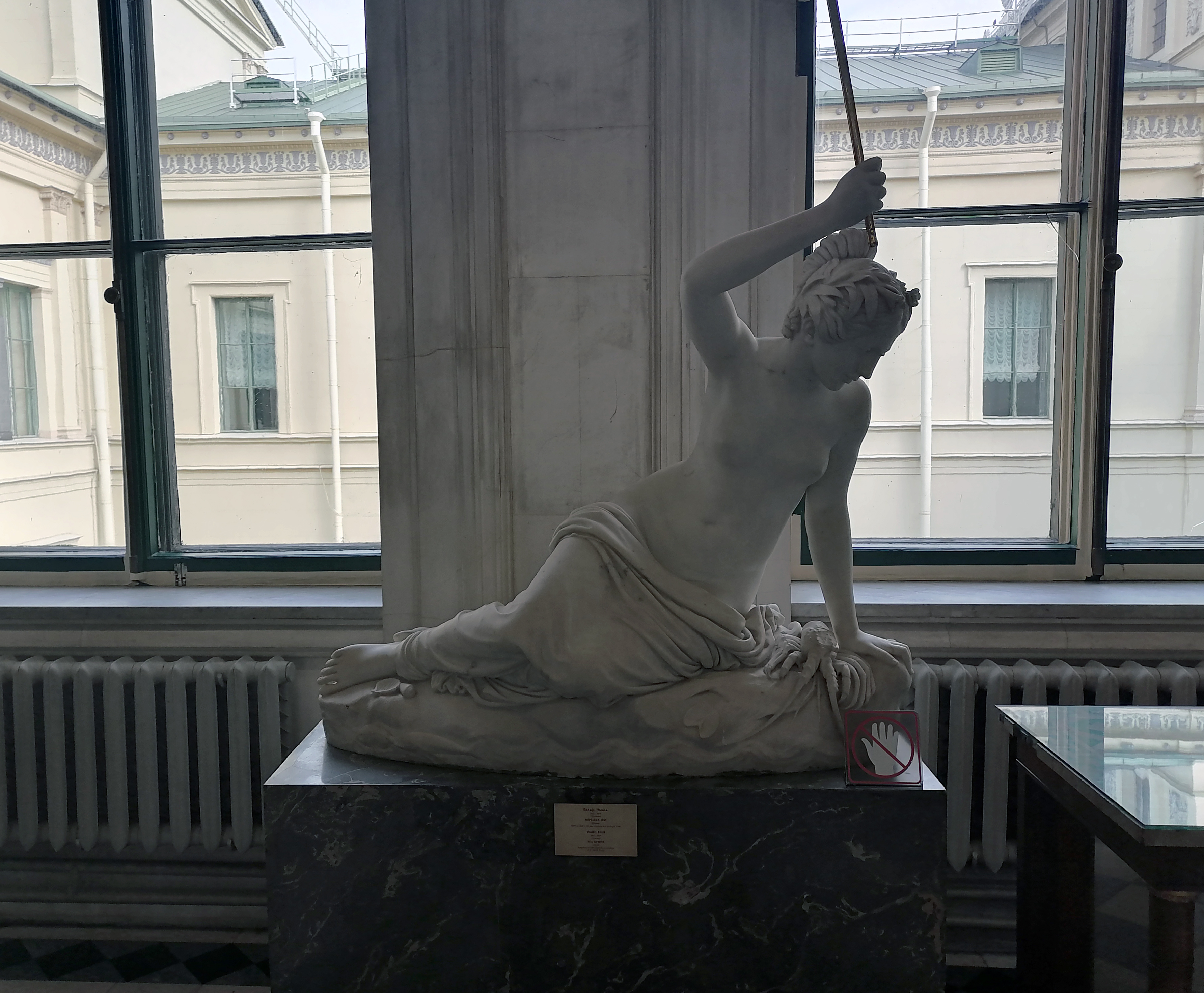
Нереида
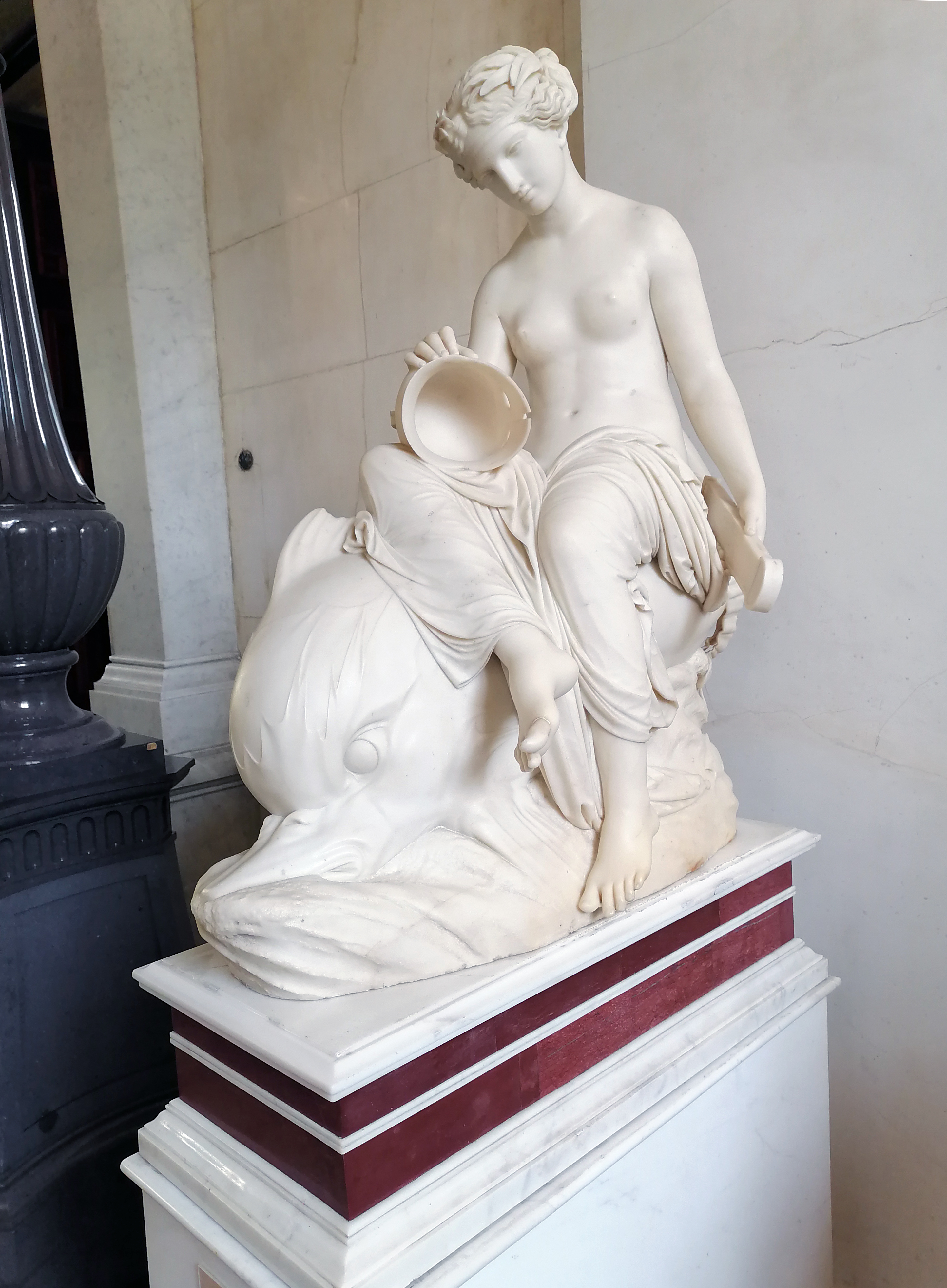
Фетида на дельфине
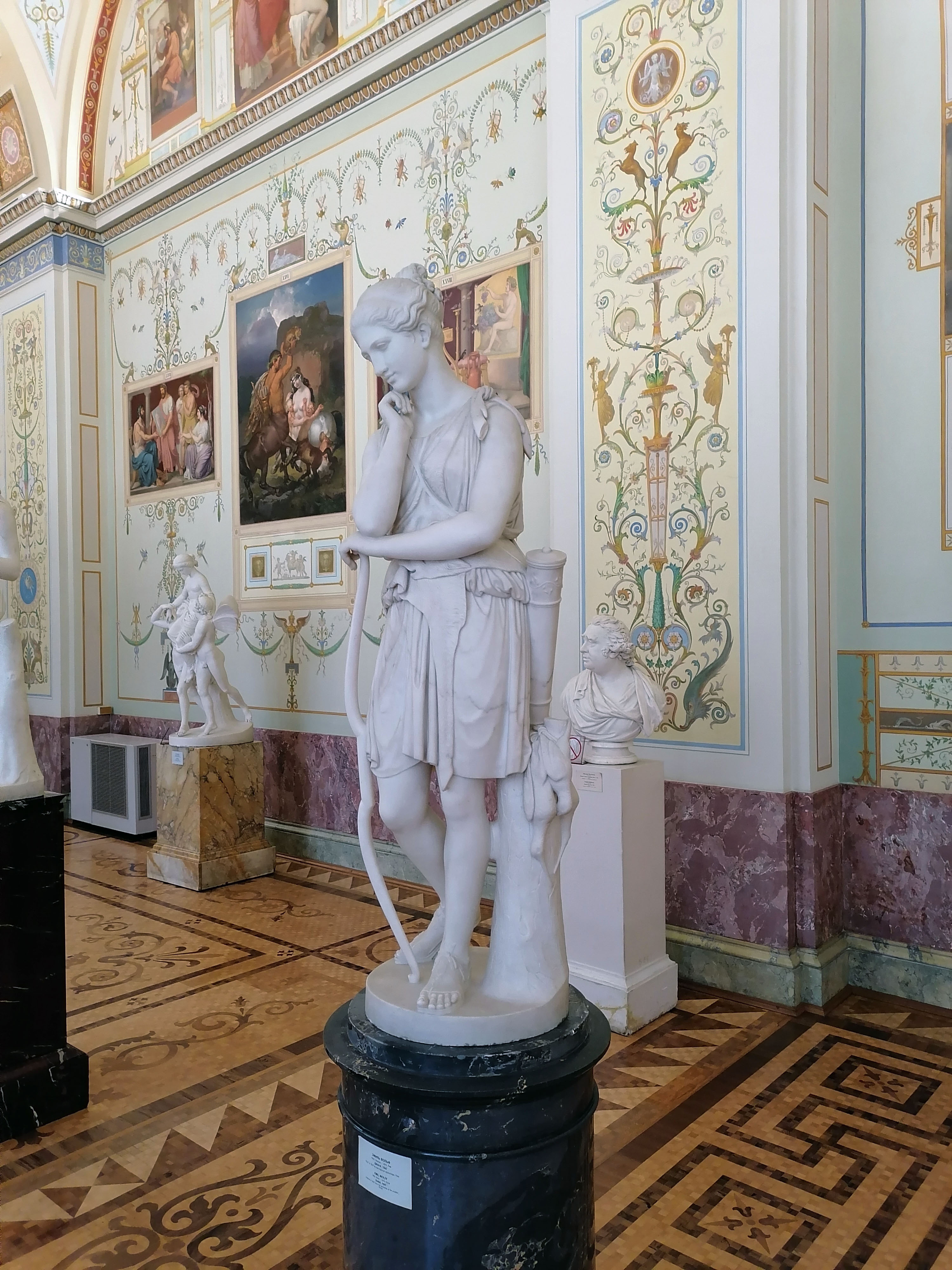
Диана, отдыхающая после охоты
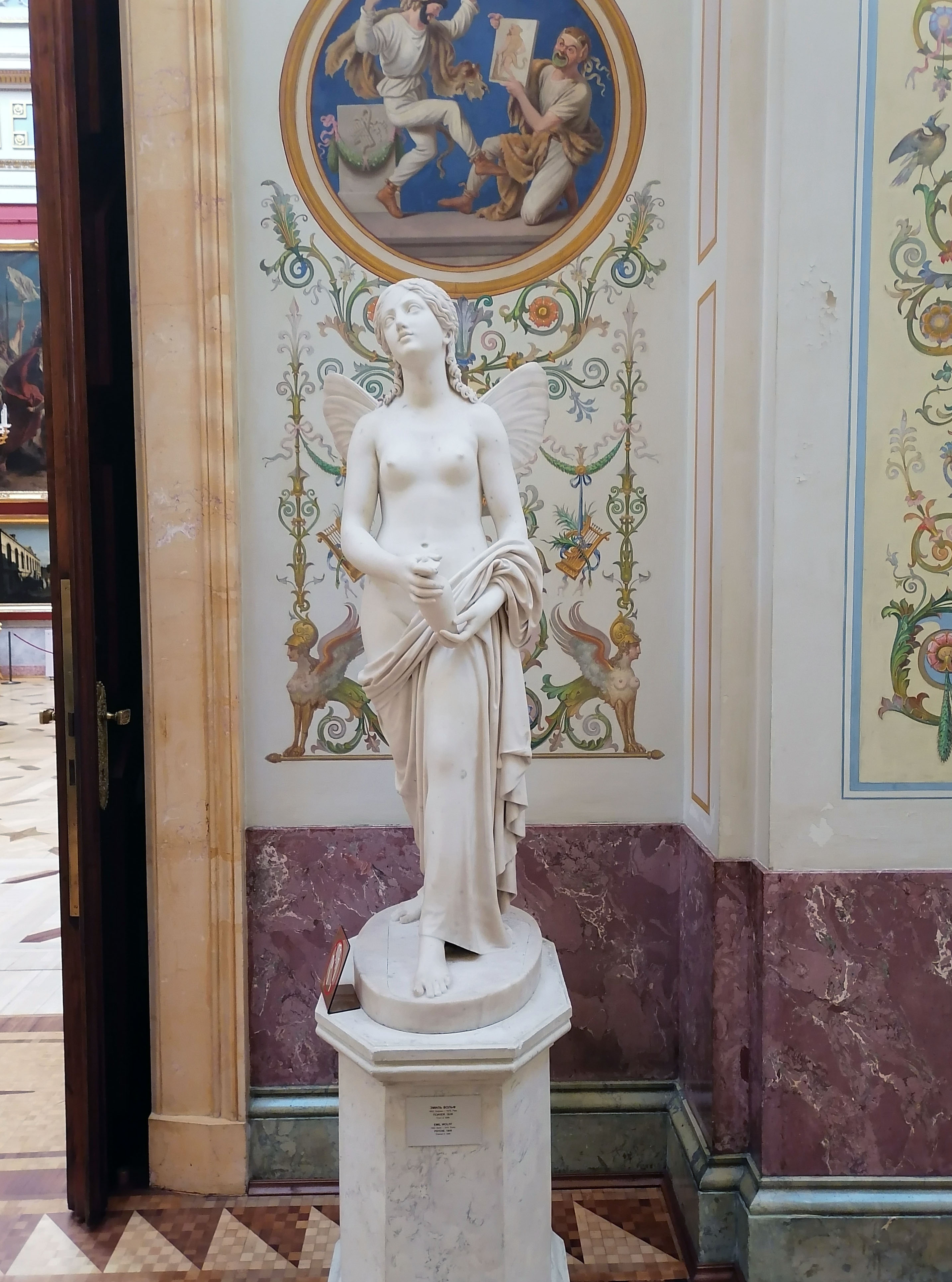
Психея
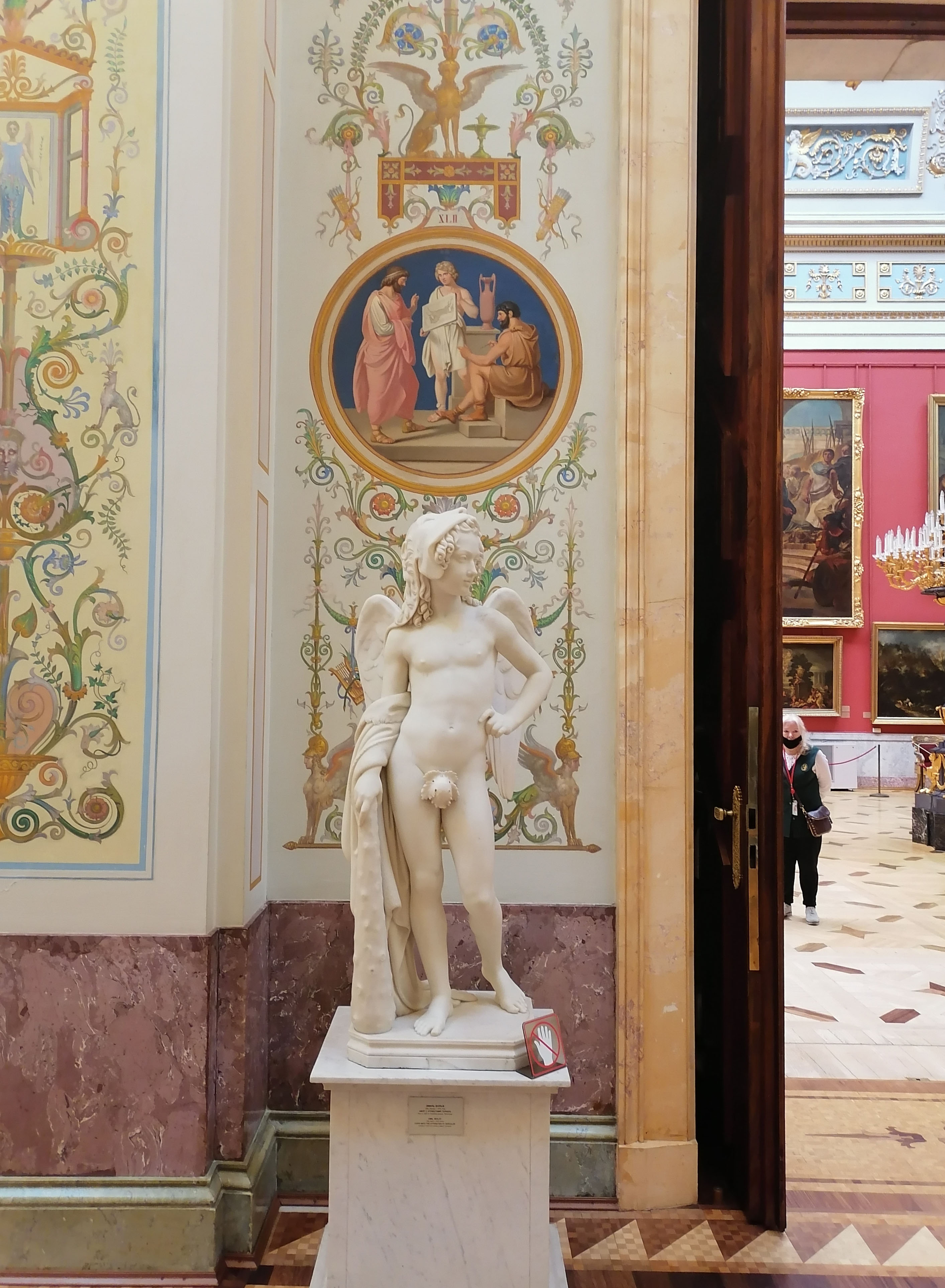
Амур с атрибутами Геркулеса